# Kanton Aulnay-sous-Bois-Sud
Der Kanton Aulnay-sous-Bois-Sud war von 1967 bis 2015 ein französischer Wahlkreis im Arrondissement Le Raincy, im Département Seine-Saint-Denis und in der Region Île-de-France. Er bestand aus einem Teil der Stadt Aulnay-sous-Bois.

## Bevölkerungsentwicklung
| 1990   | 1999   | 2006   |
| ------ | ------ | ------ |
| 24.643 | 24.723 | 26.027 |